# Ed Hawkins (climatólogo)
Edward (Ed) Hawkins MBE es un científico del clima conocido por sus gráficos de visualización de datos que retratan el calentamiento global, especialmente para el público en general, como las rayas de calentamiento.

## Educación
Hawkins tiene un doctorado en astrofísica de la Universidad de Nottingham (1999-2003) y fue Investigador Avanzado de NERC en el Departamento de Meteorología de la Universidad de Reading (2005-2013).

## Científico del clima
Hawkins es profesor de ciencias climáticas en la Universidad de Reading, donde es líder académico de participación pública y está afiliado al Centro Nacional de Ciencias Atmosféricas (NCAS). Es líder de Weather Rescue y Rainfall Rescue, proyectos de ciencia ciudadana en los que los voluntarios transcriben datos de registros históricos meteorológicos y de precipitaciones para su análisis digital.
Hawkins fue autor colaborador del Quinto Informe de Evaluación del IPCC (2014) y es autor principal del Sexto Informe de Evaluación del IPCC.
El 9 de mayo de 2016, Hawkins publicó su gráfico de visualización de datos en espiral climática que se aparentemente se había vuelto viral. La espiral climática fue ampliamente elogiada, y Jason Samenow escribió en The Washington Post que el gráfico en espiral era "la visualización del calentamiento global más convincente jamás realizada".
El 22 de mayo de 2018, Hawkins publicó su gráfico de visualización de datos de rayas de calentamiento, que ha sido utilizado por meteorólogos en la campaña anual #MetsUnite de Climate Central para aumentar la conciencia pública sobre el calentamiento global durante las transmisiones del solsticio de verano. La iniciativa similar de Hawkins #ShowYourStripes, en la que el público podía descargar y compartir libremente gráficos personalizados para países o localidades específicos, se lanzó el 17 de junio de 2019. El gráfico de rayas cálidas se usa en el logotipo del Comité Selecto de la Cámara de Representantes de los EE. UU. Sobre la Crisis Climática (2019—).

La espiral climática muestra el calentamiento global desde 1850 como una espiral de colores cada vez más amplia.

## Honores, premios y distinciones

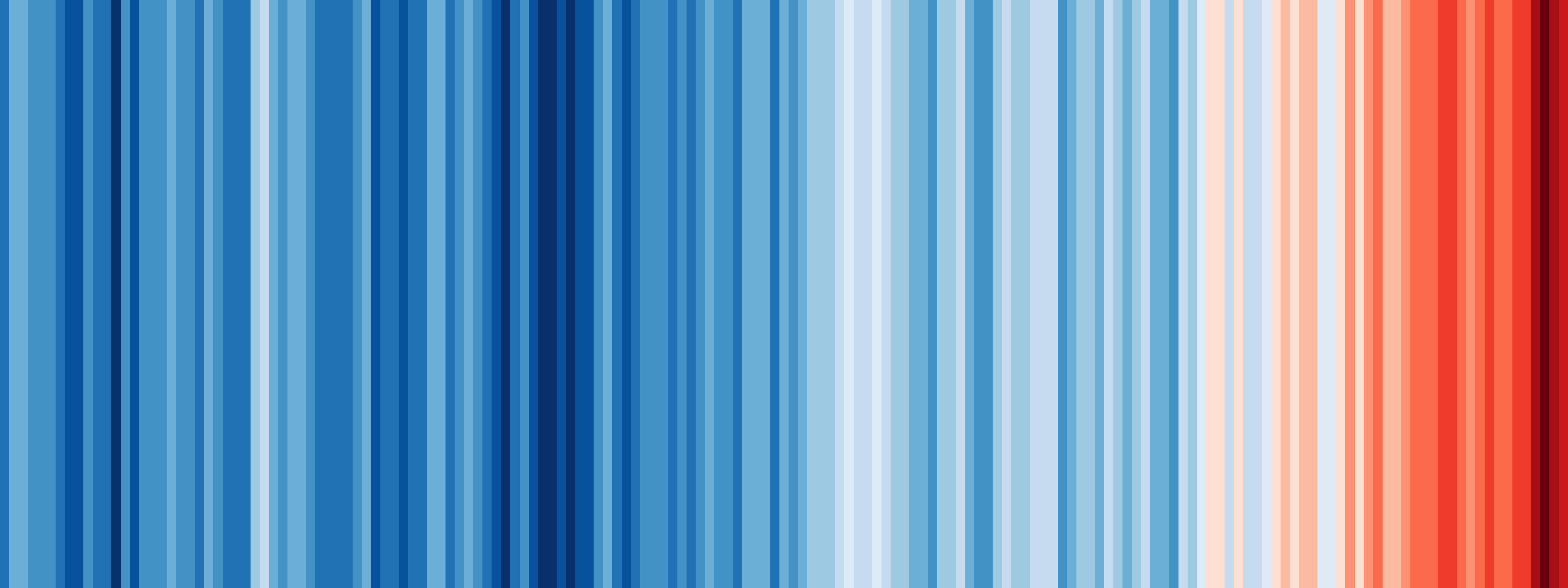
Uno de los primeros gráficos de rayas de calentamiento de Hawkins muestra el calentamiento global desde 1850 (lado izquierdo del gráfico) hasta 2018 (lado derecho del gráfico). Al ser un "gráfico minimalista despojado (de) desorden innecesario", las franjas de calentamiento representan el calentamiento global observado con franjas azules (años más fríos) que progresan a franjas predominantemente rojas (años más cálidos).

El diseño de la espiral climática de Hawkins estuvo en la lista de finalistas para los "Kantar Information is Beautiful Awards" 2016; el diseño se presentó en la ceremonia de apertura de los Juegos Olímpicos de Verano de agosto de 2016 (Río de Janeiro).
Hawkins fue galardonado con el Premio de Comunicación de Ciencia del Clima de la Royal Meteorological Society
Hawkins recibió la Medalla Kavli 2018 de la Royal Society "por contribuciones significativas para comprender y cuantificar la variabilidad climática natural y el cambio climático a largo plazo, y por comunicar activamente la ciencia del clima y sus diversas implicaciones con un amplio público".
En julio de 2019, Hawkins fue incluido en la lista de Climate Home News de diez personas influyentes del clima.
Hawkins fue nombrado Miembro de la Orden del Imperio Británico (MBE) en los honores de Año Nuevo 2020 "Por sus servicios a la ciencia del clima y la comunicación científica".